# Thesium bergeri
Thesium bergeri ist eine Pflanzenart aus der Gattung Leinblatt (Thesium).

## Beschreibung
Thesium bergeri ist ein ausdauernder Schaft-Hemikryptophyt oder Halbstrauch. Die Art erreicht eine Wuchshöhe von 5 bis 15 Zentimeter. Der Wurzelstock ist kräftig und verholzt. Die lineal bis länglich-linealen Blätter sind ganzrandig und nicht fleischig. Die Teilblütenstände sind deutlich gestielt. Die spärlichen Nüsse werden bis 4 Millimeter groß.
Die Blütezeit reicht von März bis Juni.
Die Chromosomenzahl beträgt 2n = 16.

## Vorkommen
Thesium bergeri kommt im östlichen Mittelmeerraum vor. Das Areal der Art erstreckt sich von Albanien, Griechenland, Mazedonien, der Ägäis bis zur Türkei, Syrien, dem Libanon, Jordanien und Israel. 
Die Art wächst in Kiefernwäldern, auf Phrygana und auf Schutthängen.